# Georges-Paul Cuny
Pour les articles homonymes, voir Cuny.
Georges-Paul Cuny, né le 15 juillet 1936 à Cornimont (Vosges), est un écrivain français.

## Biographie
Georges-Paul Cuny est né le 15 juillet 1936 dans les Vosges à Cornimont.
Il a fait ses études à Épinal puis Metz et Dijon (Lycée Carnot).
Sa carrière professionnelle le conduit à travailler successivement à France-Soir et à Bayard Presse, puis à devenir conseiller en informatique, à travailler dans le tourisme puis dans l'aménagement de territoire. Il a aussi dirigé plusieurs entreprises.

## Engagement
Auprès d’ATD Quart monde à compter de 1984, année où il devient un ami du père Joseph Wresinski, fondateur du mouvement.

## Œuvres
- Un homme perdu d’espoir, Gallimard, 1978, roman, Prix Raoul Gain de la Société des gens de lettres 1978[4]
- L’Arrachement, Gallimard, roman, 1985
- Dancing Nuage, Gallimard, roman, 1992 ; un téléfilm coproduit par France 2 et Arte en 1995 en a été tiré[5]
- Monsieur Schubert, L’Âge d’Homme, récit, 1998
- Anna, L’Âge d’Homme, roman, 2005, Prix Erckmann-Chatrian 2006[6]
- Si ceux-là se taisent, les pierres crieront, L’Âge d’Homme, roman, 2009
- L’homme qui déclara la guerre à la misère, Albin Michel, 2014, biographie de Joseph Wresinski préfacée par Michel Rocard
- 100 millions de Français, Salvator, essai, 2016
- Vous n'aurez plus d'amour, Pierre Téqui, roman, 2019
- Blasphème ou Fraternité : il faut choisir , Pierre Téqui, discours, 2021.